# ラブレター (モーモールルギャバンのアルバム)
ラブレターは日本のロックバンド、モーモールルギャバンの2枚目の自主制作盤CD-R。

## 解説
- 石川、たこちゃんを含む5人編成時代の作品。また、矢島がドラムを叩いていない唯一の作品でもある。

## 収録曲
1. ラブレター (4:25)
2. ユキちゃんにフラれた (4:35)
『サイケな恋人』、クラウドファンディング CAMPFIREのリターンで再録音されている。
3. パンティーくわえたどら猫の唄 (4:26)
この曲は結成初ライブの頃からあったが、しばらくお蔵入りになっていた。
後にファンク調にアレンジされ、『BeVeci Calopueno』で再録音されている[1]。

（作詞・作曲：モーモールルギャバン）

## 参加メンバー
- ヤジマッツ (矢島剛) ：ヴォーカル (#1, #2, #3) /ギター
- stone石川 (石川) ：ギター
- オーイエー (尾家祐子) ：キーボード/コーラス
- まるりん (丸山知秀) ：ベース
- たこちゃん：ドラム